# Demetri Terzopoulos
Demetri Terzopoulos est un professeur d'informatique canadien enseignant à UCLA.
Il est diplômé de l'Université McGill (B.Eng. 1978, M.Eng. 1980) et au MIT (PhD 1984).
Il est un spécialiste de la vie artificielle, un champ naissant entre l'informatique et la science biologique.
Demetri Terzopoulos est largement connu en tant qu'inventeur des modèles déformables, une famille de formes modelant les algorithmes qui ont jeté un pont sur les champs de la vision d'ordinateur et de l'infographie et ont ouvert de nouvelles avenues de recherche dans la formation des images médicales et la conception assistée par ordinateur.

## Distinctions
- 1996 - Prix NSERC Steacie
- 1998 - Bourse Killam